# Frente Amplio de Izquierda (Perú)
El Frente Amplio de Izquierda fue una coalición política de partidos, organizaciones políticas, movimientos sociales y ciudadanos activistas del Perú cuyo principal objetivo fue consolidar a los distintos sectores de izquierda y progresistas. Inicialmente conocida como la Coordinadora Nacional de Izquierda y Partidos Progresistas,  luego asumió el nombre de Frente Amplio de Izquierda para la elecciones de 2006.

## Historia
En las elecciones de 2006 el Frente Amplio de Izquierda decidió negarle su apoyo a la candidatura presidencial de Ollanta Humala del Partido Nacionalista, y presentó un candidato propio en la figura de Alberto Moreno, presidente de Patria Roja. Esto resultó en la separación por parte de algunos antiguos izquierdistas, como Ricardo Letts.
En los comicios, Moreno recibió el 0,3% del voto, resultando en decimosegundo lugar.
En el 2013 algunas de las agrupaciones integrantes del Frente Amplio de Izquierda iniciaron una nueva agrupación denominada el Frente Amplio con miras a las elecciones de 2016.

## Composición
La organizaciones y movimientos constituyentes del Frente Amplio de Izquierda incluyeron:
- Frente Popular (FP)
- Movimiento Pueblo Unido (MPU)
- Unidad Democrática Popular (UDP)
- Frente Democrático Popular (FDP)
- Partido Comunista Peruano (PCP)
- Partido Socialista Revolucionario (PSR)
- Partido Comunista del Perú - Patria Roja (PCP - PR)
- Frente Obrero Campesino Estudiantil y Popular (FOCEP)
- Partido Nacionalista de las Comunidades Andinas (PNCA)

## Resultados electorales

### Elecciones presidenciales
| Año  | Fórmula    | Fórmula        | Fórmula                   | Fórmula            | Votos  | %               | Resultado | Notas |
| Año  | Presidente | Presidente     | Vicepresidentes           | Vicepresidentes    | Votos  | %               | Resultado | Notas |
| ---- | ---------- | -------------- | ------------------------- | ------------------ | ------ | --------------- | --------- | ----- |
| 2006 |            | Alberto Moreno | 1.º                       | Juan Gorriti Valle | 33 918 | \| \| 0.27 % \| | 12.º      |       |
| 2006 | 2.º        | Alberto Moreno | Alejandro Narváez Liceras |                    | 33 918 | \| \| 0.27 % \| | 12.º      |       |
|      | 0.27 %     |                |                           |                    |        |                 |           |       |

### Elecciones Parlamentarias
| Año  | Congresistas | Congresistas    | Congresistas | Posición | Notas |
| Año  | Votos        | %               | Escaños      | Posición | Notas |
| ---- | ------------ | --------------- | ------------ | -------- | ----- |
| 2006 | 133 106      | \| \| 1.24 % \| | 0/120        | 13.º     |       |
|      | 1.24 %       |                 |              |          |       |

### Elecciones al Parlamento Andino
| Año  | Votos  | %               | Escaños | Posición | Notas |
| ---- | ------ | --------------- | ------- | -------- | ----- |
| 2006 | 81 699 | \| \| 0.95 % \| | 0/5     | 12.º     |       |
|      | 0.95 % |                 |         |          |       |